# Kulm (tremplin)
Le tremplin de Kulm, est un tremplin de vol à ski situé à Bad Mitterndorf en Autriche. C'est l'un des cinq tremplins de vol à ski en activité au monde.

## Histoire
Dès 1910 il y a eu un tremplin sur ce site. En 1950 est construite cette installation avec alors un  PK de 100 mètres, qui a été reconditionnée plusieurs fois pour atteindre en 2004 une taille de 200 mètres.

## Construction
C'est le seul tremplin de vol à ski dont la piste d'élan est « naturelle », c'est-à-dire qu'elle n'est pas constituée d'une structure construite, mais uniquement en terrassement du terrain naturel. 

## Autres tremplins
Sur ce site a été construit dans les années 1950 un autre tremplin d'environ 100 mètres, complètement abandonné en 1985.